# Ноель (фільм)
«Ноель» (англ. Noel) — американська драма 2004 року режисера Чез Палмінтері.

## Сюжет
Різдво в Нью-Йорку — чудова пора року. По всьому місту запалюються тисячі ялинок, які створюють відчуття спокою та щастя. Однак для деяких людей цього недостатньо. Вони чекають чогось неймовірного, чарівного, щоб відволіктися від повсякденних турбот та тяжких спогадів.
Красуня Ніна (Пенелопа Крус) незабаром має одружитися з поліціянтом Майком (Пол Вокер), але після чергового нападу ревнощів іде від нього. Приїхавши до своїх родичів, вона зустрічається з Розою (Сьюзен Серендон), яка випадково зайшла на свято — сорокарічна видавчиня, змушена останні 10 років доглядати за своєю хворою матір'ю Гелен, і тому стосунки у неї не складаються. І ось Роза стикається з дивом, яке почалося у сусідній палаті. У цей час сам Майк терпить переслідування Арті (Алан Аркін) — літнього власника кафе, впевненого, що після реінкарнації душа його дружини опинилась у тілі поліціянта.
Після того, як в Арті трапляється серцевий напад, Майк відвозить старого до лікарні, куди приїхав також і дивак Жуль (Маркус Томас), готовий завдати собі каліцтва, щоб провести в лікарні Різдво, як 14 років тому — найкраще Різдво в його житті.
Усі ці зустрічі змінюють життя героїв. У результаті вони розуміють, чого хочуть від життя: вони просто намагаються знайти своє людське щастя і поділитися ним з іншими, бо знають, що Різдво — час, коли виконуються бажання.

## У ролях
| Актор           | Роль                  |
| --------------- | --------------------- |
| Пенелопа Крус   | Ніна Васкес           |
| Сьюзен Серендон | Роуз Коллінз          |
| Пол Вокер       | Майк Райлі            |
| Робін Вільямс   | Чарлі Бойд / Священик |
| Рашель Лефевр   | Холлі                 |
| Алан Аркін      | Арті Веніселос        |
| Чез Палмінтері  | Арізона               |
| Маркус Томас    | Джулс Калверт         |
| Джон Доумен     | доктор Меттью Барон   |
| Деніел Санжата  | Марко                 |
| Соні Марінеллі  | Деніс                 |
| Біллі Портер    | Ренді                 |
| Кармен Іджого   | доктор Батисте        |
| Артур Голден    | піаніст               |

## Цікаві факти
- Фільм вийшов на DVD за два дні після початку показу в кінотеатрах, що каже про не дуже вдалі очікування від фільму.
- Знімання стрічки відбувалося у Нью-Йорку (штат Нью-Йорк) та Монреалі (Квебек, Канада).
- Щоб потрапити на знімальний майданчик у Торонто, Онтаріо, в Канаді, Сьюзен Серендон доводилося витрачати 45 хвилин літаком, щоб прилетіти туди з Нью-Йорка, де вона жила. Одна з поїздок стала 14-годинним випробуванням для акторки, оскільки всі рейси на Східному узбережжі скасували через сніжну бурю.

## Саундтрек
- «Angels We Have Heard on High» у виконанні Daughters of St. Paul Choir
- «Micaela» у виконанні Sonora Carruseles
- «Joy to the World» і «O Christmas Tree» у виконанні Sidney James
- «Do Love You» у виконанні Adrian Painter
- «Something» у виконанні The Cary Brothers
- «The First Noel» у виконанні Gina Rene & Gabriel Rene
- «Silent Night» і «Good King Wenceslas» у виконанні Arthur Holden
- «Winter Light» у виконанні Adam Pascal